# ماهی تن گلوله‌ای
ماهی تُن گلوله‌ای (نام علمی: Auxis rochei rochei) نام یک زیرگونه از سرده تن‌های ناوچه است.